# Дальгейм
Дальгейм (фр. D’Alheim) — дворянский род.
Происходит из Эльзаса и восходит к XVI в. Грамотой Римского Императора Карла V, от 8 / 17 ноября 1540 года Карл де-Лемузен-Дальгейм возведен, с нисходящим его потомством, в баронское достоинство Священной Римской Империи.
Грамотой Французского короля Людовика XV, от сентября 1760 года, капитан гренадеров эльзасского полка Жан-Батист де-Лемузен-Дальгейм подтвержден в баронском Французского королевства достоинстве.
- барон Иван Иванович Дальгейм (Жан-Батист; 1754—после 1807) — генерал-майор, из французских дворян, состоя подполковником во французском войске, в 1793 г. принят в русскую службу тем же чином в Астраханский гренадерский полк, где в 1797 г., произведен в полковники, 28 апреля 1798 г. — в генерал-майоры, с назначением шефом Архангелогородского мушкетерского полка, из которого 28 июня 1799 г., будучи раненым в битве при Треббии, уволен от службы тем же чином[1].
- Дальгейм, Иван Петрович (1840 или 1832—1894) — русский художник-пейзажист
- Пьер Д’Альгейм (Пётр Иванович; 1862—1922[2] — французский писатель и журналист, известный пропагандист русской музыки (особенно Мусоргского) во Франции. Он написал книгу «Moussorgsky», перевел на французский язык тексты всех вокальных произведений Мусоргского, о которых читал ряд лекций, напечатанных под заглавием «Sept conférences sur M.»[3].
- Оленина-Д’Альгейм, Мария Алексеевна (1869—1970) — русская камерная певица (меццо-сопрано), основоположница русской школы камерного исполнительства, супруга предыдущего.
- баронесса Мария Ивановна Дальгейм-де-Лимузен (1802—1833), выпускница Смольного института, фрейлина; дочь французского эмигранта. Супруга отставного полковника, помещика Алексея Николаевича Дьякова (1790—1837), мать княгини А. А. Оболенской (1831—1890) — основательницы женской гимназии в Санкт-Петербурге..

Высочайше утвержденным, 10 апреля 1852 года, мнением Государственного Совета отставному ротмистру Петру Ивановичу Дальгейму с детьми Иваном, Дмитрием и Татьяной дозволено пользоваться в России баронским титулом Римской Империи. Род Дальгейм внесен в V часть родословной книги Курской губернии.
Род Балтазара фон Дальгейм (1669—1756) в 1719 году внесён в список шведского рыцарства под № 1449.